# Píramo e Tisbe
Píramo e Tisbe (Πύραμος e Θίσβη, Pýramos e Thisvi em grego) é um conto romântico da mitologia romana. Foi contada por Ovídio em sua Metamorfoses e influenciou muitos autores depois.

## Como se conheceram
Píramo e Tisbe eram filhos de pais muito ricos na cidade onde  viviam que se conheceram e resolveram se casar de boa vontade, porém seus pais não permitiam por alguma mas não clara razão. Mas o amor consegue tudo e esses jovens descobriram uma fresta na parede, por onde se falavam diariamente através de gestos, sinais e palavras, mas sem contato físico. Um dia resolveram se encontrar para se verem e se tocarem. Como combinado, Tisbe foi ao túmulo de Nino, perto de uma fonte abaixo da amoreira branca, mas se deparou com uma leoa com a boca ensanguentada que acabara de sair da caça e foi beber água na fonte. Tisbe fugiu deixando cair seu véu branco, que, mastigado pela leoa, encharcou-se de sangue.
Logo após o acontecimento, Píramo chegou, mas não encontrou Tisbe, que estava escondida em uma caverna ali perto. Píramo se assustou vendo o véu da amada ensanguentado. Assustado com a ''morte de Tisbe'' sacou sua espada e feriu seu próprio coração, se matando. Tisbe, assustada com o ocorrido, correu até Píramo e o socorreu, pegou-o em seu colo e chorou. Com tamanha tristeza, se matou também. Os ''deuses'' os presentearam pela coragem pintando a amoreira da cor de seu sangue, vermelha. 